# Constel·lació de l'Escut
L'Escut (Scutum) és una petita constel·lació. De les 88 constel·lacions modernes (juntament amb Coma Berenices) és una de les que fa referència a una figura històrica. El nom original: Scutum Sobiescianum (Escut dels Sobieski) fou introduït a finals de 1683 per Johannes Hevelius com a commemoració de la victòria de les forces cristianes comandades pel Rei de Polònia Joan III Sobieski al Setge de Viena. Amb una àrea de 109 graus quadrats, Scutum és la quinta menor de les 88 constel·lacions modernes.
Té unes poques estrelles brillants, entre les quals hi ha α Scuti, β Scuti; δ Scuti; ε Scuti i η Scuti (antigament conegudes com a 1, 6, 2, 3 i 9 Aquilae, respectivament); α Scuti té una magnitud de 3,85.
La seva posició sobre la Via Làctia li permet tenir un cert nombre d'objectes celestes interessants. Situada 10º per davall de l'equadorceleste, és visible des de qualsevol latitud terrestre.

## Història
Aquesta constel·lació és una de les dues úniques, juntament amb la Cabellera de Berenice, que deu el seu nom a un fet històric: la victòria del rei Joan III Sobieski de Polònia, que conduí la defensa de Polònia i de Viena contra els exèrcits de l'Imperi Otomà i guanyà una batalla important el 12 de setembre de 1683. Set anys més tard, l'astrònom polonès Johannes Hevelius anomena aquesta petita part del cel entre Aquila i Sagittarius en el seu honor (Scutum Sobiescianum). La denominació oficial llatina fou acurçada després esdevenint Scutum.
L'Escut va ser acceptat per la Unió Astronòmica Internacional l'any 1922 com una de les 88 constel·lacions amb l'abreujatura oficial Sct.

## Característiques

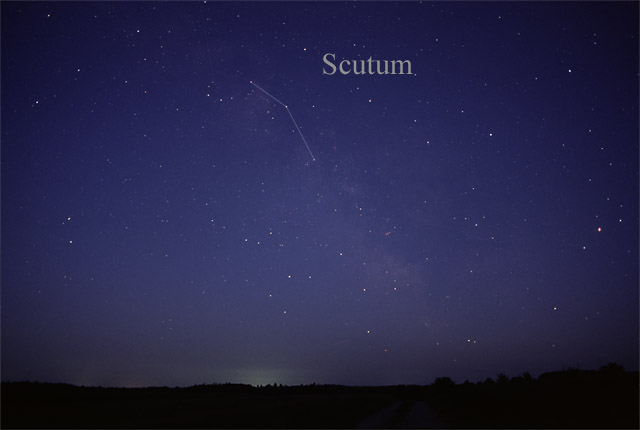
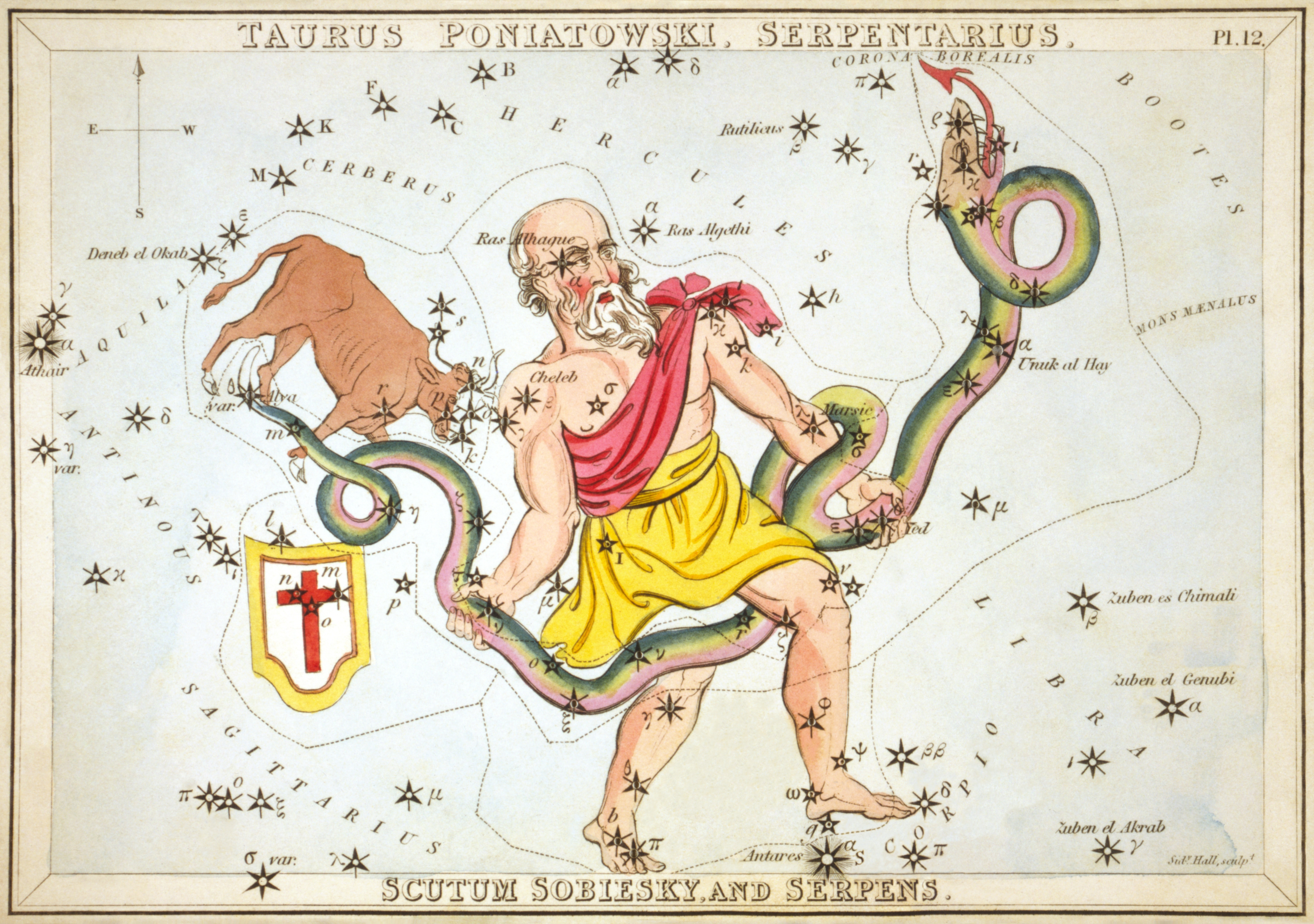

Amb una àrea de 109 graus quadrats, Scutum és la cinquena constel·lació més petita. La més brillant de les seves estrelles, amb magnitud 3,85, és α Scuti, una gegant taronja de tipus espectral K3III la temperatura superficial del qual és de 4.280 K. Originalment parteix de la constel·lació d'Aquila, en el passat α Scuti va rebre la denominació de Flamsteed 1 Aquilae.
La segona estrella més brillant de la constel·lació és β Scuti, una gegant lluminosa groga de tipus G4IIa. És una binària espectroscòpica amb un període orbital de 834 dies.
En canvi, γ Scuti és una subgegant blanca amb una massa gairebé tres vegades la del Sol i una lluminositat 150 vegades superior a la solar.
Però probablement l'estrella més coneguda a la constel·lació és la variable δ Scuti, prototip d'un grup de variables que porten el seu nom. Aquestes presenten petites fluctuacions en la seva lluminositat, lluny de les àmplies variacions de les variables Mira o les cefeides, amb múltiples períodes de pulsació superposats. En concret, la magnitud aparent de δ Scuti varia només 0,19 magnituds. Dins 1,2 milions d'anys δ Scuti s'acostarà a 10 anys llum de la Terra, i serà molt més brillant que Sírius llavors.
Scutum compta amb altres diverses variables interessants. R Scuti és una supergegant de tipus espectral K0Ibpv —que pot arribar a caure fins a M3— i una variable RV Tauri; es troba embolicada en una atmosfera rica en vapor d'aigua així com en una coberta de pols milers de vegades més gran que la pròpia estrella.
S Scuti és una estrella de carboni 5.500 vegades més lluminosa que el Sol i una variable semiregular amb un període de 148 dies.
RY Scuti és un sistema binari massiu envoltat per una jove nebulosa circumestel·lar, un rar progenitor d'una binària del tipus WR + OB.
D'altra banda, la hipergegant vermella UY Scuti és una variable polsant i és una de les estrelles més grans conegudes actualment amb un radi més de 1.700 vegades el del Sol, encara que alguns estudis donen estimacions més baixes.
Stephenson 2 DFK 1 és una altra hipergigante vermella i és possiblement l'estrella més gran coneguda actualment, amb un radi de 2.150 vegades el del Sol.

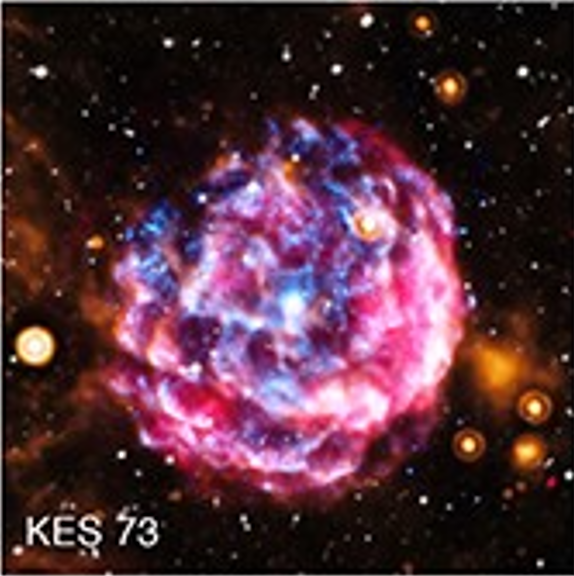
Imatge de Kesteven 73 en raigs X i ràdio

La Via Làctia travessa Scutum i una de les seves regions més brillants es localitza a l'extrem nord-est d'aquesta constel·lació, en una àrea que rep el nom de núvol estel·lar de Scutum. Dos objectes del catàleg Messier es localitzen en aquesta constel·lació: M11 —conegut també com a cúmul de l'Ànec Salvatge—, un dels cúmuls oberts més compactes amb una edat aproximada de 316 milions d'anys, y M26, también un cúmulo abierto distante 5160 años luz.
A més, Scutum conté diversos cúmuls d'estrelles supergegants, entre ells RSGC1, Stephenson 2 (que conté Stephenson 2 DFK 1) i RSGC3.
En aquesta constel·lació s'enquadren SNR G021.5-00.9 i Kesteven 73, dos dels restes de supernova més joves de la Via Làctia. El segon té una incerta edat compresa entre 750 i 2.100 anys. i alberga al seu interior el magnetar 1E 1841-045, identificat inicialment com un púlsar de raigs X anòmal. El seu període de rotació, 11,8 s, és un dels més llargs en aquesta classe d'objectes.
W41 és una altra resta de supernova, encara que molt més antic, ja que té una edat estimada de 200.000 anys.
La sonda espacial Pioneer 11, llançada el 6 d'abril de 1973, s'encamina cap a aquesta constel·lació, si bé va deixar d'enviar senyals des del novembre de 1995.

## Estrelles principals

### α Scuti
La lluminària de la constel·lació de Scutum és α Scuti, una estrella gegant taronja de la quarta magnitud tan sols (3,85). 20 vegades més gran que el Sol i 130 vegades més lluminosa, és lleugerament variable, però de manera aleatòria.

### δ Scuti
δ Scuti és el prototip d'una classe d'estrelles variables que estan sotmeses a petites pulsacions sobre molts de períodes d'algunes hores que se superposen, causant una variació mínima de la seva lluminositat. Caph (β Cassiopeiae és la més brillant d'aquestes estrelles.
δ Scuti és una estrella gegant que passa de la magnitud 4,60 a la magnitud 4,70 segons dues pulsacions principals de 4,65 i 4,48 hores, sobre les quals s'ajusten pulsacions més petites de 2,79, 2,28, 2,89 i 20,11 hores. Rica en metalls, és de 2,2 a 2,4 vegades més massiva que el Sol i volta sobre ella mateixa 15 vegades més ràpid que aquest. δ Scuti és una estrella múltiple, que té dues companyes, situades a 870 i 3.000 ua.

### Altres estrelles
R Scuti és una gegant groga variable de la classe de RV Tauri: Varia d'una forma bastant regular estre la 5a i 8a magnitud amb un període 146,5 dies.

### Taula de les estrelles de Scutum
| Estrella | Magnitud aparent | Magnitud absoluta | Distància (anys llum) | Tipus espectral |
| -------- | ---------------- | ----------------- | --------------------- | --------------- |
| α Sct    | 3,85             | 0,21              | 174                   | K2III           |
| β Sct    | 4,22             | -2,41             | 690                   | G5II...         |
| ζ Sct    | 4,66             | 0,82              | 191                   | K0III           |
| γ Sct    | 4,67             | -0,09             | 292                   | A1IV/V          |
| δ Sct    | 4,70             | 0,91              | 187                   | F2IIIp d Del    |
| η Sct    | 4,83             | 0,82              | 207                   | K1III           |
| ε Sct    | 4,88             | -1,14             | 523                   | G8II            |

Nota: Els valors numèrics provenen de les dades mesurades pel satèl·lit Hipparcos

## Objectes celestes
Scutum es troba a prop del centre de la Via Làctia i comprèn doncs molts d'objectes celestes, el cúmul globular M11, just al sud-est de β Scuti, el cúmul obert M26 i la nebulosa difusa I 1287.